# ضمیمه‌کردن پیشنهادی کرانه باختری به خاک اسرائیل
ضمیمه‌کردن کرانه باختری  یا بخشی‌هایی از آن از زمان تسخیر این منطقه و اشغال آن به دست اسرائیل در جریان جنگ شش روزه ۱۹۶۷ پیشنهاد شده‌است.
اورشلیم شرقی نخسین بخش کرانه باختری بود که ضمیمه شد، و به طور دو فاکتو در پی اشغال آن توسط اسرائیل در ۱۹۶۷ و به طور دوژور در پی قانون ۱۹۸۰ اورشلیم ضمیمه شد.
قانون اسرائیل به شهرک‌های اسرائیلی در سراسر کرانه غربی اعمال شده و باعث به وجود آمدن نظامی از قوانین تحت محاصره و ادعاهای ضمیمه کردن خزنده شده‌است.
ضمیمه کردن دره اردن که نخستین بار در ۱۹۶۷ از سوی الن پلن پیشنهاد شد در سپتامبر ۲۰۱۹ از سوی بنیامین نتانیاهو نخست‌وزیر اسرائیل به عنوان برنامه او پس از انتخابات ۲۰۱۹ اسرائیل اعلام شد.